# عملية احتراق النيون
عملية احتراق النيون هي سلسلة من الاندماجات النووية التي تحدث في أنوية النجوم الضخمة (ثماني كتل شمسية على الأقل)، العملية تحتاج إلى حرارة وكثافة عاليتين للغاية تقدر بنحو بنحو 1.2 مليار كلفن، وضغط يقدر بنحو 4 مليارات كيلوغرام للمتر المكعب الواحد.
في درجات حرارة وضغط كهذه يصبح تأثير الانحلال الضوئي بالغاً للغاية، لذا فإن بعض أنوية النيون تتحلل مطلقةً جسيمات ألفا.
تبدأ عليمات حرق النيون بعد أن يُستهلك كل الكربون الموجود في نواة النجم، وبالتالي تتم عمليات بناء جديدة لكلٍ من الأكسجين والنيون والماغنيسيوم، حينها توقف النواة إنتاج الطاقة من عمليات الاندماج النووي، لكن عمليات الارتباط بين العناصر الثلاثة سالفة الذكر تزيد شيئاً فشيئاً، مما يزيد الحرارة والكثافة إلى أن يصلا للحد الذي يبدأ فيه احتراق النيون، ازدياد الحرارة هذا في النواة يؤدي إلى احتراق الكربون الموجود في قشرة النجم وهذا سيؤدي أيضاً إلى احتراق الهيليوم والهيدروجين كذلك بصفتهما أخف من الكربون على أية حال.
خلال عملية حرق النيون يتراكم الماغنيسيوم والأكسجين في النواة، وخلال بضعة سنين سينفد كل مخزون النيون الموجود في النواة، فتقوم النواة من جديد بوقف إنتاج الطاقة من عمليات الاندماج، لكن الجاذبية الشديدة تؤدي مفعولها في النواة مما يزيد الحرارة والكثافة بشكل أكبر من أي وقت مضى، وبالتالي يتيح المجال لبدء عمليات حرق الأكسجين.